# Itatini
Itatini è una tribù di ragni appartenente alla Sottofamiglia Marpissinae della Famiglia Salticidae dell'Ordine Araneae della Classe Arachnida.

## Distribuzione
I tre generi oggi noti di questa tribù sono diffusi in America settentrionale, Messico e meridionale.

## Tassonomia
A dicembre 2010, gli aracnologi riconoscono tre generi appartenenti a questa tribù:
- Admestina Peckham & Peckham, 1888 — America settentrionale (3 specie)
- Attidops Banks, 1905 — dal Messico al Canada (4 specie)
- Itata Peckham & Peckham, 1894 — America meridionale (5 specie)